# 现代鲁宾逊
现代鲁宾逊（英語：Survivorman）是一个加拿大制作的电视节目，在加拿大的“户外生活电视网”（Outdoor Life Network, OLN）以及探索频道和科学频道播出。目前已经播出2004，2007和2008三季，共23集，每集约长44分钟（不包括广告）。该节目的主角是加拿大电影人及生存专家Les Stroud，他必须在只有少量或没有食物和设备支持的条件下，独自一人运用生存技能在指定地点生存七天。
在每集节目中Stroud都是独自一人并且完全自己操作摄像机拍摄。他的装备只有衣服，摄像器材，一把口琴，一把Leatherman的多用刀，以及根据生存地点不同而准备的一些简单工具。出于安全的考虑，Stroud还会携带一台紧急卫星电话，但他常抱怨说拍摄了这么多集节目，他的紧急电话总是失灵的。某些情况下，Stroud还会出于安全考虑和生存需要携带一把來福枪。
《现代鲁宾逊》可以视作Stroud在2001年于加拿大探索频道制作的一个名为《Stranded》的节目的延续，该节目共播出五集。
在拍摄完《现代鲁宾逊》的第三季之后，Stroud宣布结束这个系列节目，理由是拍摄对他身体造成了严重伤害。
Stroud现在主持探索频道的另一个生存节目《Beyond Survival》。

## 生存环境
在《现代鲁宾逊》的每一集中Stroud都会置身于一个不同的生存环境。该节目的主旨便是教会观众如何在只有少量装备的情况在艰难环境中生存下去，直至获救。如何利用周遭寻找食物和水源，建造栖身场所成为每一集的主要内容。